# 슈테판 크반트
슈테판 크반트(독일어: Stefan Quandt, 1966년 5월 9일 ~ )는 독일의 억만장자 상속자, 기술자, 기업가이다. 2021년 10월 현재, 그의 순자산은 미화 232억 달러로 추정되며 블룸버그 억만장자 지수에서 89위에 올랐다.